# 庫瑞涅的拉居得
库瑞涅的拉居得（Lacydes of Cyrene），约活动于公元前3世纪前后。古希腊哲学家之一，早年出生贫困，公元前3世纪成为学园领袖。著有有关哲学的论文。不久从学园派卸任，几年后因为酗酒而亡。其作品已经失传。